# Apicultura no Brasil

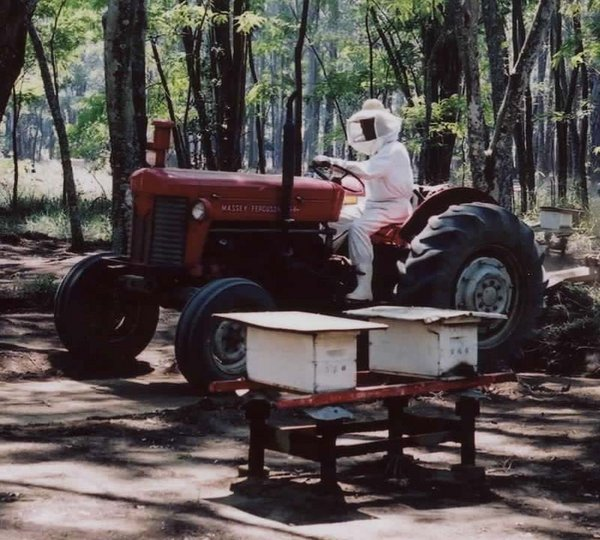
Centro de Apicultura Tropical, Instituto de Zootecnia do Estado de São Paulo, Pindamonhangaba.

O Brasil é um dos principais produtores de mel, com uma produção de 50 mil toneladas, sendo 60% destinada à exportação, particularmente para os Estados Unidos. A variedade de abelha dominante é a abelha africanizada, um cruzamento entre linhagens europeias e linhagens africanas do tipo Mellifera Scutellata.
As plantas melíferas brasileiras mais notáveis são o marmeleiro (Croton hemiargyreus), o Assa-peixe (Vernonanthura polyanthes), o cipó-uva (Serjania lethalis), a Aroeira (Myracrodruon urundeuva) e o Capixingui (Croton floribundus).
Devido à sua biodiversidade, o Brasil também possui inúmeras espécies de abelhas Meliponini, várias das quais são criadas para a produção de mel, incluindo os gêneros Tetragonisca, Scaptotrigona e Melipona .

## História
As primeiras abelhas europeias foram introduzidas em 1839, pelo padre português António Carneiro  que importou 100 colônias do Porto mas apenas sete colônias sobreviveram e foram instaladas na praia Formosa, no Rio de Janeiro. Mais tarde, imigrantes alemães e italianos também introduziram outras subespécies de Apis mellifera no país. Em 1956, Warwick Kerr introduziu as primeiras abelhas africanas.